# Augsburger Schillerpreis
Der Augsburger Schillerpreis wurde  von der Augsburger Zweigstiftung der Deutschen Schillerstiftung vergeben.

## Preisträger
- 1885: Arno Holz für den Gedichtband Buch der Zeit
- 1889: Otto Ernst für den Gedichtband Gedichte (1888)[1]
- 1890: Franz Reinhold Fuchs für den Gedichtband Strandgut. Neue Gedichte.
- 1891: Richard Zoozmann für den Gedichtband In Klios und Eratos Banden.[2]
- 1893: Ewald Müller für den Gedichtband Aus der Streusandbüchse.
- 1896: Georg Ruseler für seinen ersten Gedichtband[3]
- 1898: Ernst Weber (Pädagoge) für den Gedichtband Jugendträume[4]